# 皮奥伊州马萨佩
皮奥伊州马萨佩（葡萄牙語：Massapê do Piauí）是巴西皮奥伊州的一个市镇。总面积525.619平方公里，总人口6492人，人口密度12.4人/平方公里。